# Siljevica
Siljevica es un pueblo ubicado en la municipalidad de Rekovac, en el distrito de Pomoravlje, Serbia.

## Superficie
Posee una superficie de 14,90 kilómetros cuadrados.

## Demografía
Hasta 2011 la población era de 121 habitantes, con una densidad de población de 8,123 habitantes por kilómetro cuadrado.